# La Biblia ¿la Palabra de Dios, o palabra del hombre?
El libro La Biblia ¿la Palabra de Dios, o palabra del hombre? fue editado por los Testigos de Jehová y publicado por la Watchtower Bible and Tract Society of New York, INC. International Bible Students Association Brooklyn, New York, U.S.A fue publicado en 41 idiomas y la impresión combinada de todas las ediciones fue de 18 622 000 ejemplares.
Las citas de este libro en su mayoría están tomadas de la Traducción del Nuevo Mundo de las Santas Escrituras.
Consta de 186 páginas y contiene ilustraciones que ayudan al lector a comprender lo que está leyendo. Dichas ilustraciones cuentan con una lista de referencias de donde fueron tomadas, también consta de una lista de referencia por capítulo en la cual enlaza la referencia de cada capítulo a los datos de referencia, ya sea un libro, una Biblia, un manuscrito, etc.

## Contenido
Este libro consta de 14 capítulos principales, en los cuales figuran los siguientes temas:
- ¿Por qué leer la Biblia?.
- La lucha de la Biblia por vivir.
- La falsa amiga de la Biblia.
- ¿Es creíble el "Antiguo Testamento"?.
- El "Nuevo Testamento"...¿historia, o mito?.
- Los milagros...¿fueron realidad?.
- ¿Se contradice la Biblia?.
- La ciencia... ¿ha probado que esté equivocada la Biblia?.
- Profecías que se realizaron.
- Una profecía Bíblica que usted ha visto cumplirse.
- La armonía general de la Biblia
- Fuente de sabiduría sobrehumana.
- "La palabra de Dios es viva".
- La Biblia y usted.